# Distichodus rufigiensis
Distichodus rufigiensis är en fiskart som beskrevs av Norman 1922. Distichodus rufigiensis ingår i släktet Distichodus och familjen Distichodontidae. IUCN kategoriserar arten globalt som livskraftig. Inga underarter finns listade i Catalogue of Life.